# Didymodon tomaculosus
Didymodon tomaculosus là một loài Rêu trong họ Pottiaceae. Loài này được (Blockeel) M.F.V. Corley mô tả khoa học đầu tiên năm 1981.